# Камишовка (Одеска област)
Камишовка (на украински: Комишівка) е село в южна Украйна, административен център на селски съвет Камишовка в Измаилски район на Одеска област. Населението му според преброяването през 2001 г. е 3491 души.

## Население

### Езици
Численост и дял на населението по роден език, според преброяването на населението през 2001 г.:
| Роден език   | Численост | Дял (в %) |
| Общо         | 3491      | 100.00    |
| Молдовски    | 3300      | 94.52     |
| Руски        | 119       | 3.40      |
| Украински    | 47        | 1.34      |
| Български    | 10        | 0.28      |
| Румънски     | 3         | 0.08      |
| Гагаузки     | 2         | 0.05      |
| Други        | 9         | 0.25      |
| Неопределени | 1         | 0.02      |